# La Bazoche-Gouet
La Bazoche-Gouet és un municipi francès, situat al departament de l'Eure i Loir i a la regió de Centre – Vall del Loira. L'any 2007 tenia 1.303 habitants.

## Demografia

### Població
El 2007 la població de fet de La Bazoche-Gouet era de 1.303 persones. Hi havia 601 famílies, de les quals 219 eren unipersonals (104 homes vivint sols i 115 dones vivint soles), 247 parelles sense fills, 107 parelles amb fills i 28 famílies monoparentals amb fills.
La població ha evolucionat segons el següent gràfic:
Habitants censats

### Habitatges
El 2007 hi havia 798 habitatges, 607 eren l'habitatge principal de la família, 127 eren segones residències i 64 estaven desocupats. 746 eren cases i 44 eren apartaments. Dels 607 habitatges principals, 442 estaven ocupats pels seus propietaris, 153 estaven llogats i ocupats pels llogaters i 12 estaven cedits a títol gratuït; 8 tenien una cambra, 44 en tenien dues, 167 en tenien tres, 191 en tenien quatre i 197 en tenien cinc o més. 413 habitatges disposaven pel capbaix d'una plaça de pàrquing. A 349 habitatges hi havia un automòbil i a 161 n'hi havia dos o més.

### Piràmide de població
La piràmide de població per edats i sexe el 2009 era:
| Homes | Edats   | Dones |
| ----- | ------- | ----- |
| 4     | 95 o +  | 9     |
| 8     | 90 a 94 | 20    |
| 25    | 85 a 89 | 43    |
| 16    | 80 a 84 | 20    |
| 42    | 75 a 79 | 68    |
| 60    | 70 a 74 | 49    |
| 32    | 65 a 69 | 55    |
| 31    | 60 a 64 | 49    |
| 26    | 55 a 59 | 33    |
| 51    | 50 a 54 | 29    |
| 36    | 45 a 49 | 39    |
| 33    | 40 a 44 | 40    |
| 33    | 35 a 39 | 23    |
| 25    | 30 a 34 | 24    |
| 43    | 25 a 29 | 27    |
| 21    | 20 a 24 | 22    |
| 47    | 15 a 19 | 41    |
| 17    | 10 a 14 | 24    |
| 26    | 5 a 9   | 24    |
| 21    | 0 a 4   | 19    |

## Economia
El 2007 la població en edat de treballar era de 661 persones, 471 eren actives i 190 eren inactives. De les 471 persones actives 442 estaven ocupades (238 homes i 204 dones) i 29 estaven aturades (13 homes i 16 dones). De les 190 persones inactives 97 estaven jubilades, 33 estaven estudiant i 60 estaven classificades com a «altres inactius».

### Ingressos
El 2009 a La Bazoche-Gouet hi havia 609 unitats fiscals que integraven 1.233 persones, la mediana anual d'ingressos fiscals per persona era de 15.470 €.

### Activitats econòmiques
Dels 70 establiments que hi havia el 2007, 3 eren d'empreses alimentàries, 1 d'una empresa de fabricació de material elèctric, 3 d'empreses de fabricació d'altres productes industrials, 13 d'empreses de construcció, 17 d'empreses de comerç i reparació d'automòbils, 4 d'empreses de transport, 5 d'empreses d'hostatgeria i restauració, 2 d'empreses d'informació i comunicació, 6 d'empreses financeres, 2 d'empreses immobiliàries, 4 d'empreses de serveis, 7 d'entitats de l'administració pública i 3 d'empreses classificades com a «altres activitats de serveis».
Dels 20 establiments de servei als particulars que hi havia el 2009, 1 era una oficina de correu, 2 oficines bancàries, 3 tallers de reparació d'automòbils i de material agrícola, 3 paletes, 2 guixaires pintors, 4 lampisteries, 1 electricista, 2 perruqueries, 1 restaurant i 1 agència immobiliària.
Dels 8 establiments comercials que hi havia el 2009, 1 era un hipermercat, 1 una botiga de més de 120 m², 1 una botiga de menys de 120 m², 2 carnisseries, 1 una llibreria, 1 una perfumeria i 1 una joieria.
L'any 2000 a La Bazoche-Gouet hi havia 47 explotacions agrícoles que ocupaven un total de 2.670 hectàrees.

## Equipaments sanitaris i escolars
L'únic equipament sanitari que hi havia el 2009 era una farmàcia.
El 2009 hi havia una escola elemental.

## Poblacions més properes
El següent diagrama mostra les poblacions més properes.